# Opatrovnictví
Opatrovnictví (zastarale kuratela z lat. curator, opatrovník) je jednou z forem zastoupení, kdy je soudem opatrovanci jmenován opatrovník, aby hájil jeho zájmy. Opatrovník může být určen jak pro obecné zastupování, tak i pro jedno konkrétní řízení. O ustanovení opatrovníka rozhoduje pouze soud.
Právní institut opatrovnictví představuje ochranný prostředek pro osoby, které jsou považovány za neschopné spravovat své osobní záležitosti, a to například v důsledku neznámého pobytu, duševního onemocnění, mentálního postižení, degenerativního onemocnění nebo těžkého tělesného či smyslového postižení. Soud může opatrovníka jmenovat rovněž v situacích, kdy to vyžaduje veřejný zájem.

## Římské právo
Již římské právo poskytovalo osobám neschopným samostatně jednat pomoc ve dvou formách, a to poručenství (tutela) a opatrovnictví (cura). Ovšem zatímco poručenství mívalo jen dvě podoby, nad nedospělci nebo nad ženami, institut opatrovnictví mohl být uplatněn ve více případech. Podle zákona dvanácti desek bylo možné chránit duševně nemocné (cura furiosi) a marnotratníky (cura prodigi), pokud rozhazovali dědictví po předcích nebo hrozila-li jejich rodině bída. Kurátor ve své funkci končil ve chvíli, kdy důvod pro jeho jmenování pominul, jestliže ale měl šílený pouze „světlé okamžiky“ (intervalla delucida), opatrovnictví trvalo dále. Později přibylo např. také opatrovnictví nad tělesně postiženými (cura debilium), opatrovnictví těhotné ženy (cura ventris), kde však šlo o ochranu majetkových zájmů nascitura, a pro jediné právní jednání u nezletilých (cura ad actum). Plaetoriovým zákonem byl ještě zavedeno obecné opatrovnictví nedospělých (cura minorum), pokud o ně nezletilý sám požádal. Podobně jako v případě poručenství kurátor spravoval majetek nedospělce, nutný souhlas k jeho právnímu jednání ovšem mohl dát jakoukoli formou, předem nebo dodatečně.

## Prameny právní úpravy institutu opatrovnictví
Na mezinárodní úrovni se podporou osob s duševní poruchou zabývá Úmluva OSN o právech osob se zdravotním postižením (přijata 13. prosince 2006, vstoupila v platnost 3. května 2008 a pro ČR pak 28. října 2009). Přijetím úmluvy se smluvní státy včetně České republiky zavazují „přijmout veškerá odpovídající legislativní, administrativní a jiná opatření pro provádění práv uznaných v této úmluvě.“ Úmluva má na základě článku 10 Ústavy ČR aplikační přednost před českými zákony.
Ústavněprávní normy mající význam pro opatrovnictví obsahuje Listina základních práv a svobod ČR. Článek 1 stanoví: „Lidé jsou svobodní a rovní v důstojnosti i v právech. Základní práva a svobody jsou nezadatelné, nezcizitelné, nepromlčitelné a nezrušitelné.“ Článek 3 odst. 3 uvádí: „Nikomu nesmí být způsobena újma na právech pro uplatňování jeho základních práv a svobod.“ Článek 10 odst. 1 pak stanoví: „Každý má právo, aby byla zachována jeho lidská důstojnost, osobní čest, dobrá pověst a chráněno jeho jméno.“
Do 31. prosince 2013 upravoval opatrovnictví zákon č. 40/1964 Sb., občanský zákoník, a to zejména v souvislosti se způsobilostí k právním úkonům (zbavení, omezení nebo vrácení) a pokud jde o hmotněprávní opatrovnictví (§ 26 až 30). Občanský zákoník z roku 1964 byl od 1. ledna 2014 nahrazen zákonem č. 89/2012 Sb., občanský zákoník (nový občanský zákoník). Nový občanský zákoník upravuje na rozdíl od zákona č. 40/1964 Sb. podrobněji institut omezení svéprávnosti a opatrovnictví člověka. Opatrovnictví má sledovat ochranu zájmů opatrovance a naplňování jeho práv. Nový občanský zákoník podrobněji upravuje i práva člověka převzatého do zdravotnického zařízení bez jeho souhlasu.
Zákon č. 99/1963 Sb., občanský soudní řád, upravuje v § 29 ustanovení opatrovníka fyzické osobě, právnické osobě, neznámým dědicům zůstavitele, osobám neznámého pobytu a neznámým osobám. Advokát může být jmenován opatrovníkem, jestliže jim nemůže být jmenována osoba blízká nebo jiná vhodná osoba.
Zákon č. 292/2013, Sb., o zvláštních řízeních soudních upravuje jmenování opatrovníka dědice, zvláštního opatrovníka a opatrovníka ve zvláštních případech.

## Omezení svéprávnosti
Jestliže nebude možné využít podpůrných opatření při narušení schopnosti zletilého právně jednat (předběžné prohlášení, nápomoc při rozhodování, zastoupení členem domácnosti), pak může soud, je-li to v zájmu člověka trpícího duševní poruchou, jež není pouze přechodná, rozhodnout o omezení jeho svéprávnosti. Rozhodnutí o omezení svéprávnosti nezbavuje člověka práva jednat v běžných záležitostech každodenního života, jako je například nákup potravin v obchodě. Pokud bude jednat opatrovanec samostatně, ačkoliv nemohl jednat bez opatrovníka, lze jeho jednání prohlásit za neplatné. A pokud jednal opatrovanec samostatně, i když nemohl, považuje se jeho jednání za platné pouze tehdy, pokud jej dodatečně schválil opatrovník a nebo sám jednající, pokud nabyl svéprávnosti. Soud při výběru opatrovníka přihlédne k přáním opatrovance, k jeho potřebám a blízkým osobám, které sledují jeho prospěch. Opatrovnictví je vykonáváno zadarmo; pouze pokud má opatrovník povinnost spravovat opatrovanci jmění, lze mu přiznat odměnu, o jejíž výši rozhodne soud.

## Druhy opatrovnictví

### Opatrovnictví člověka
Soud jmenuje opatrovníka člověku v případě, je-li to potřeba k ochraně jeho zájmů nebo vyžaduje-li to veřejný zájem. Jde zejména o osobu omezenou ve svéprávnosti; o kom není známo, kde pobývá; neznámému člověku zúčastněnému při určitém právním jednání; nebo tomu, jehož zdravotní stav mu působí obtíže při správě jmění nebo hájení práv. Soud jmenuje opatrovníkem osobu, kterou navrhl opatrovanec. Není-li to možné, jmenuje soud opatrovníkem zpravidla příbuzného nebo jinou osobu opatrovanci blízkou, která osvědčí o opatrovance dlouhodobý a vážný zájem a schopnost projevovat jej i do budoucna. Není-li možné ani to, jmenuje soud opatrovníkem jinou osobu, která splňuje podmínky pro to, aby se stala opatrovníkem, nebo veřejného opatrovníka (zejména obec). Opatrovník musí dbát zájmů a vůle opatrovance, jedná zpravidla společně s ním.

### Opatrovnictví právnické osoby
Soud jmenuje opatrovníka právnické osobě, která to potřebuje, aby mohly být spravovány její záležitosti nebo aby mohla být hájena její práva. Opatrovníkem právnické osoby může soud jmenovat jen osobu, která splňuje podmínky stanovené pro způsobilost být členem statutárního orgánu. Přestane-li opatrovník tyto podmínky splňovat, oznámí to soudu bez zbytečného odkladu. Dozví-li se soud, že opatrovník uvedené podmínky nesplňuje, nahradí ho bez zbytečného odkladu novým opatrovníkem.

### Opatrovnictví dítěte
Soud jmenuje dítěti opatrovníka, hrozí-li střet zájmů dítěte na straně jedné a jiné osoby na straně druhé, nehájí-li zákonný zástupce dostatečně zájmy dítěte, nebo je-li toho v zájmu dítěte zapotřebí z jiného důvodu, anebo stanoví-li tak zákon. Jmenovaný opatrovník má právo podat návrh na zahájení řízení vždy, je-li z hlediska zájmu dítěte zapotřebí, aby soud nebo jiný orgán veřejné moci v záležitosti dítěte rozhodl. Pro opatrovnictví dítěte, opatrovníka a opatrovance platí ustanovení o poručenství, poručníkovi a poručenci přiměřeně. Pokud je to možné, tak opatrovník dříve než bude zastupovat dítě v právním jednání, ke kterému byl jmenován, zjistí stanovisko rodiče, popřípadě poručníka i stanovisko dítěte a dalších osob.

#### Opatrovník pro správu jmění dítěte
Opatrovník pro správu jmění dítěte má v soudním rozhodnutí o jmenování vymezen rozsah jmění, které bude spravovat a jakým způsobem má s jednotlivými částmi jmění nakládat, popřípadě, jaký způsob nakládání se mu zakazuje. Opatrovník postupuje při výkonu své funkce s péčí řádného hospodáře a nesmí podstupovat nepřiměřená rizika při správě jmění. Při plnění správy jmění odpovídá za řádné plnění své funkce soudu a je pod stálým dozorem. Při správě jmění má opatrovník právo si odečíst z výnosu jmění dítěte potřebné náklady související se správou jeho jmění. Pokud nestačí výnos, může soud rozhodnout, že náklady budou hrazeny z majetku dítěte a dále má právo na přiměřenou odměnu z výnosu jmění dítěte, kterou opět určí soud s ohledem na povahu výnosu jmění dítěte.

### Opatrovník pro správní řízení
Ustanovení opatrovníka pro správní řízení se věnuje správní řád, který uvádí v § 32 situace, kdy je účastníkovi řízení jmenován opatrovník. Jedná se zejména o osoby, které nemají zákonného zástupce nebo je nemůže zákonný zástupce zastupovat dle zvláštního zákona; právnické osoby, které nemají orgán způsobilý za ně jednat; osoby neznámého pobytu nebo sídla; osoby jimž se prokazatelně nedaří doručovat; osoby zvláště těžce zdravotně postižené, kterým jejich zdravotní omezení brání samostatně jednat v jejich řízení. Opatrovníka ustanovuje správní orgán usnesením a oznamuje to pouze osobě, která byla opatrovníkem ustanovena, nebo i opatrovanci, který je schopen vnímat obsah usnesení.

### Opatrovník pro sporné soudní řízení
Fyzická osoba může být zastoupena také jen v jednom konkrétním sporném soudním řízení, v němž vznikne z důvodu nebezpečí z prodlení potřeba ustanovit procesního opatrovníka, protože jako účastník nemůže před soudem sama jednat a nemůže za ni jednat ani zákonný zástupce. Je tomu tak především tehdy, není-li pobyt účastníka i přes šetření soudu znám, pokud se mu nepodařilo doručit na známou adresu v cizině, jestliže byl stižen duševní poruchou nebo se z jiných zdravotních důvodů nemůže nikoliv jen po přechodnou dobu účastnit řízení, případně když není schopen srozumitelně se vyjadřovat. Soud opatrovníkem jmenuje zpravidla osobu blízkou, případně jinou vhodnou osobu; jestliže existuje předběžné prohlášení, jmenuje osobu v něm uvedenou. V nutných případech lze jmenovat i advokáta. Podobně je jmenován procesní opatrovník také právnické osobě, pokud nemá řádně ustanoven statutární orgán, takže tu není osoba oprávněná za ni jednat, nebo je sporné, kdo takto oprávněnou osobou je. Takto ustanovený zástupce má pak stejné postavení jako zástupce na základě procesní plné moci a v zájmu řádného pokračování řízení jedná za účastníka, činí za něj všechny potřebné procesní úkony. Nerozhodne-li soud jinak, vztahuje se procesní opatrovnictví na řízení před soudem prvního stupně, odvolacím soudem i soudem dovolacím.

### Opatrovník v řízení o pozůstalosti

#### Opatrovník dědice
Opatrovníka dědice jmenuje soud pro řízení o pozůstalosti tehdy, pokud dědic nemůže samostatně jednat před soudem a nemá zákonného zástupce nebo opatrovníka nebo nebylo-li dosud přijato v příslušném řízení ve věcech opatrovnictví člověka nebo opatrovnictví právnické osoby odpovídající opatření.

#### Zvláštní opatrovník
Zvláštního opatrovníka jmenuje soud u dědice, u kterého by mohlo dojít ke střetu zájmů mezi zákonným zástupcem nebo opatrovníkem a nebo mezi více dědici zastoupenými stejným zákonným zástupcem nebo opatrovníkem.

#### Opatrovník ve zvláštních případech
Soud usnesením jmenuje pro řízení o pozůstalosti opatrovníka dědici, který je osobou neznámou nebo není znám jeho pobyt nebo jemuž se nepodařilo doručit na známou adresu jeho bydliště nebo místa, kde se zdržuje, nebo kterému se nepodařilo doručit na adresu jeho sídla.

### Opatrovník pro podání návrhu ve věci ochrany proti domácímu násilí
Soud jmenuje opatrovníka v případě, kdy hrozí střet zájmů zákonného zástupce nebo opatrovníka se zájmem zastoupeného nebo může-li dojít ke kolizi zájmu těch osob, které jsou zastoupené týmž zákonným zástupcem nebo opatrovníkem.

### Opatrovník v řízení o osvojení nezletilého
Nezletilému osvojenci, který není plně svéprávný, soud jmenuje opatrovníka, kterým je zpravidla orgán sociálně-právní ochrany dětí.

## Povinnosti opatrovníka
Mezi povinnosti opatrovníka, který nebyl ustanoven jen pro jedno řízení, patří zejména:
- udržovat s opatrovancem pravidelné spojení, a to vhodným způsobem a v potřebném rozsahu;
- projevovat o opatrovance skutečný zájem, tedy vědět o něm, bavit se s ním;
- dbát o opatrovancův zdravotní stav (pokud je nemocný postarat se o něj);
- dbát o naplňování opatrovancových práv a chránit jeho zájmy;
- vysvětlovat mu povahu a následky rozhodnutí o jeho záležitostech, např. soudní rozsudek mu musí vysvětlit tak, aby ho správně pochopil;
- naplňovat opatrovancova právní prohlášení a dbát jeho názorů (i když je opatrovanec projevil dříve, včetně přesvědčení nebo vyznání), soustavně k nim přihlížet a zařizovat opatrovancovy záležitosti v souladu s nimi;
- dbát, aby způsob opatrovancova života nebyl v rozporu s jeho schopnostmi a aby odpovídal jeho představám a přáním;
- v přiměřeném rozsahu se pojistit pro případ, že při výkonu své funkce způsobí opatrovanci nebo jiné osobě škodu (pouze pokud mu tuto povinnost uloží soud);
- dokládat opatrovnické radě, byla-li zřízena, vyúčtování opatrovancova majetku vždy ke 30. červnu.